# Mesa Colorada
Mesa Colorada es una ranchería del municipio de Álamos ubicada en el sureste del estado mexicano de Sonora, cercana a los límites con los estados de Chihuahua y Sinaloa y de la corriente del Río Mayo por esa región. Según datos del Censo de Población y Vivienda realizado en 2020 por el Instituto Nacional de Estadística y Geografía (INEGI) Mesa Colorada cuenta con un total de 236 habitantes. En la localidad se encuentra una importante cantidad de residentes indígenas guarijíos.
Se encuentra a 100 km al norte de la villa de Álamos, cabecera del municipio, y a 451 km al sureste de Hermosillo, la capital del estado.

## Geografía
Mesa Colorada se ubica en el sureste del estado de Sonora, en la región norte del territorio del municipio de Álamos, sobre las coordenadas geográficas 27°34'14" de latitud norte y 108°51'50" de longitud oeste del meridiano de Greenwich, a una altura media de 236 metros sobre el nivel del mar, se encuentra en la ribera del río Mayo que fluye de norte a sur por esa zona, después de unírsele la corrientes del río Guajaray.
|                                   |
| Junta de los río Mayo y Guajaray. |

|                                           |
| El río Mayo en su paso por Mesa Colorada. |